# حاکمیت مجلسی

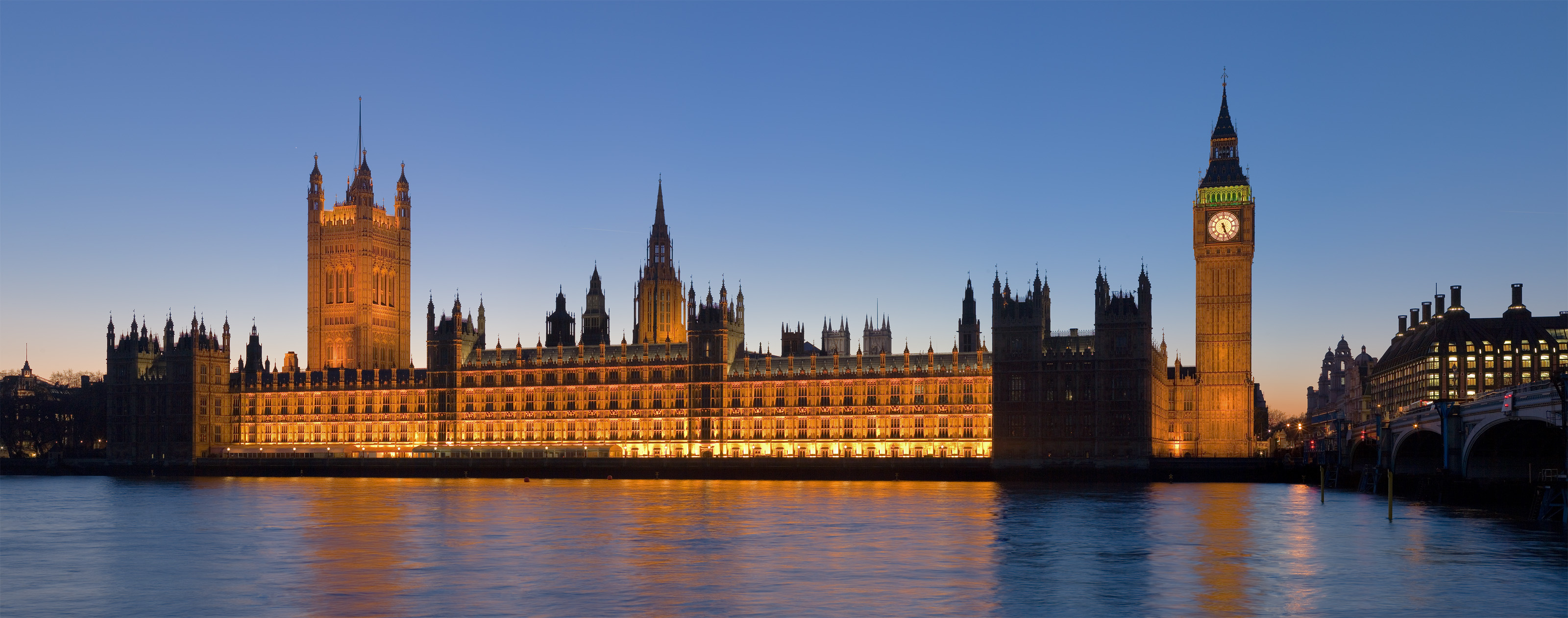
حاکمیت مجلسی

حاکمیت مجلسی یا حاکمیت پارلمانی (که سلطهٔ مجلسی/پارلمانی یا سلطهٔ قوهٔ مقننه نیز خوانده می شود) مفهومی در حقوق اساسی برخی از نظام‌های مجلسیست. بر اساس آن، نهاد قانون‌گذاری (قوهٔ مقننه) از حاکمیت مطلق برخوردار است و بر همهٔ نهادهای حکومتی دیگر از جمله دستگاه های اجرایی و قضایی سلطه دارد. همچنین نهاد قانون‌گذاری می‌تواند هرگونه قانون قبلی را تغییر داده یا لغو کند، بنابراین به قانون نوشته (حتی گاه به قانون اساسی) یا رویهٔ قضایی‌ای مقید نیست.
در برخی کشورها، ممکن است حاکمیت مجلسی در برابر تفکیک قوا قرار گیرد، که دامنهٔ اختیارات قوهٔ قانون‌گذار را به چارچوب قانون‌گذاری کلی و بررسی قضایی محدود می‌کند و ممکن است قانون‌های مصوب آن را در برخی شرایط خاص باطل نماید.
برخی حکومت‌های جهان که حاکمیت مجلسی دارد عبارت است از: انگلیس، فنلاند،  هلند، نیوزلند، سوئد، نروژ، دانمارک، ایسلند، باربادوس، جامائیکا، پاپوآ گینه نو، اسرائیل، جزایر سلیمان.
در فلسفهٔ سیاسی، این مفهوم مجلس‌محوری یا پارلمانتاریسم (به انگلیسی: parliamentarism, parliamentarianism) نیز نامیده می‌شود.